# Рюхов
Рюхов — село в Унечском районе Брянской области в составе Березинского сельского поселения.

## География
Находится в центральной части Брянской области на расстоянии приблизительно 6 км на юго-восток по прямой от районного центра города Унеча.

## История
Село упоминалось еще в XVI веке, в XVII веке — владение стародубского магистрата, затем во владении полкового судьи С.Иванова, с 1701 года — полковника М.Миклашевского и его наследников. В 1723 году было 27 дворов, в 1781 году 52 двора. С первой половине XVIII века упоминалась Ильинская церковь, с 1796 года Покровская церковь (не сохранились). В XIX веке действовал винокурен¬ный завод. В XVIII веке село входило в Новоместскую сотню Стародубского полка. В середине XX века работал колхоз «7-й съезд Советов». В 1859 году здесь (село Стародубского уезда Черниговской губернии) учтено было 63 двора, в 1892—150.

## Население
Численность населения: 555 человек (1859 год), 997 (1892), 1073 человека (1926 год), 596 (1979), 676 человек (русские 98 %) в 2002 году, 619 в 2010.